# Песчанка (приток Сожа)
Песчанка (устар. Рудница, Пещаная) — река в Славгородском районе Могилевской области Белоруссии, правый приток реки Сож.

## Описание
Длина реки 18 км. Площадь водосбора равна 126 км², 15 % которых занято лесами. Начинается в направлении к северу от деревни Кабина Гора на расстоянии 1 км от неё. Впадает в Сож примерно в 2 км к юго-востоку от деревни Рудня. Русло Песчанки канализировано почти на всем протяжении: длина канализированной части — 12,5 км.

## История
В 984 году воевода киевский князя Владимира Святославича, Волчий Хвост встретился с войсками радимичей на реке Пищани (летописное название Песчанка) и разбил их.
Эта битва описана в «Повести временных лет».